# Hagelkreuz (Hilden)
Das Hagelkreuz liegt in Hilden im Bundesland Nordrhein-Westfalen. Die Örtlichkeit „Hagelkreuz“ stellt den gemeinsamen Ausgangspunkt von sechs Straßen (Hagelkreuzstraße, Richrather Straße, Neustraße, Klotzstraße, Schulstraße und Südstraße) dar, die strahlenförmig von dem „gemeinsamen Mittelpunkt“ weglaufen und der Schützenstraße die am „Hagelkreuz“ südlich versetzt von der Richrather Straße wegführt.
Vor der Stadterhebung 1861 dehnte sich Hilden nicht weit aus. Die südliche Bebauung endete am „Hagelkreuz“, dahinter war Feld. Heute begrenzt das „Hagelkreuz“ die südliche Innenstadt Hildens.

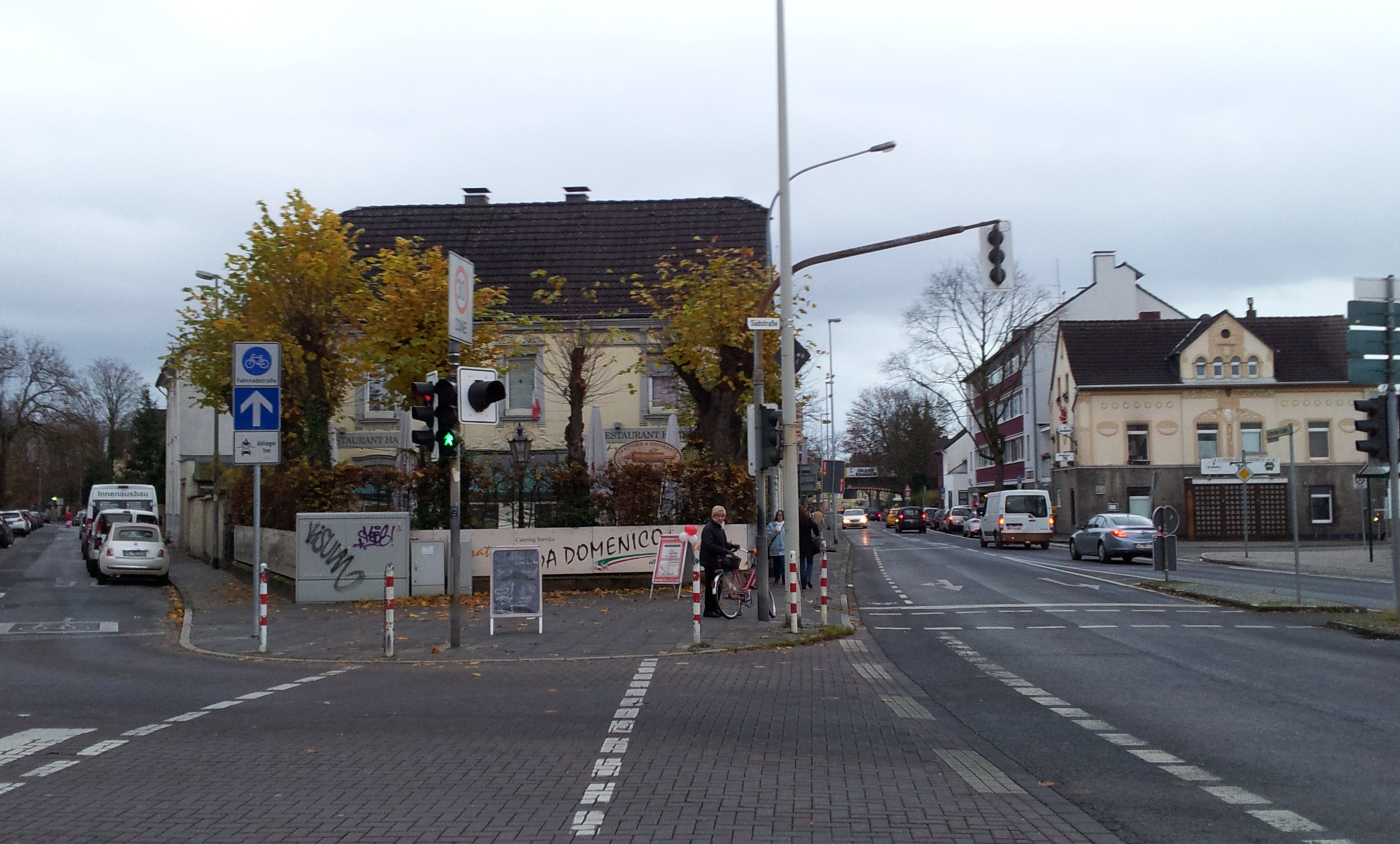
Hilden, am Hagelkreuz

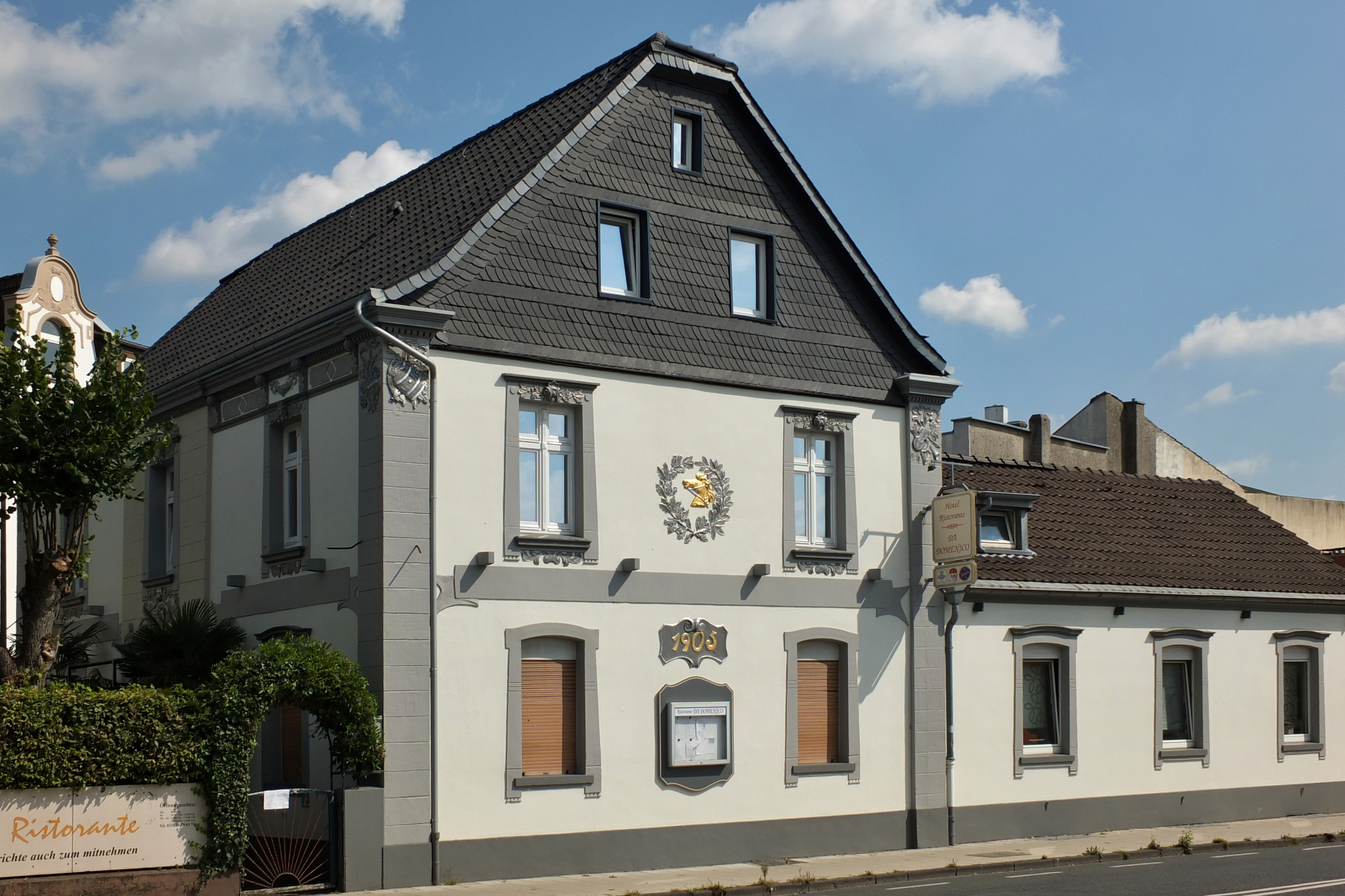
Richrather Straße 1, Restaurant Da Domenico, früher „Zum Hagelkreuz“

## Bildstock Hagelkreuz
An der Wegekreuzung stand ein Hagelkreuz. Bei ihm wurde im Mittelalter alljährlich bei Prozessionen Station gemacht, um Gottes Segen vor Unwetter und Feuer von Haus und Hof zu erbitten. Eine besondere Bedeutung kam dabei dem Schutz vor erntevernichtenden Hagelschauern zu, die über Wohl und Wehe eines ganzen Dorfes entscheiden konnten. Das Wetterkreuz an der wichtigen Wegekreuzung trug daher den Namen „Hagelkreuz“. Das Kreuz war im noch unbebauten Außenbereich des Dorfs von weitem sichtbar, da es auf einer im Nord-Süd-Profil erhöhten Position stand. Dies kommt auch in vor der Einführung von Flurnummern gebräuchlichen Flurnamen wie „auf der Höhe“ oder „auf der Höhe, genannt am Hagelkreuz“ zum Ausdruck. Daneben gab es auch den Bezug zum neben der Kirche gelegenen Hackenhof in „am Hagelkreuz vom großen Hackenland“. Anlässe zu Prozessionen waren der Himmelfahrtstag im Mai und der Jacobitag mit Jahrmarkt am 25. Juli. Die Prozession ging von der Kirche am Markt über die Heiligenstraße, Südstraße hin zum Hagelkreuz. Über die Feldstraße (die heutige Schulstraße) ging es zurück zum Markt, wo die Kirmes mit ihren Büdchen aufgebaut war, Nachdem Hilden 1558 evangelisch wurde, gab es keine Bittprozessionen mehr. Da es in Hilden keinen Bildersturm gab, blieb das Wetterkreuz mit seinem Kreuzsockel aus Niedermendiger Basaltlava stehen. Im Siebenjährigen Krieg (1756–1763) wurde das Kreuz zerstört und nur der Sockel blieb erhalten.

## Das Gebäude Hagelkreuz

### Kornbranntwein-Brennerei
An Stelle der heutigen Gaststätte Hagelkreuz wurde 1818 eine Kornbranntwein-Brennerei mit Ausschank eröffnet. Das Haus ist ein verputztes Fachwerkhaus.

### Gaststätte Zum Hagelkreuz
Die Gaststätte „Hagelkreuz“ mit Gartenterrasse lädt seit ca. 1830 zum Verweilen ein. Das Foto des Hagelkreuzes mit Litfaßsäule und alter Gaslaterne stammt von 1905. Der Wirt hieß Ernst Weyler. Der Wirt im Jahr 1921 hieß Peter Klein. Seit 2016 steht das Gebäude unter Denkmalschutz.

#### Da Domenico im Hagelkreuz
Heute bewirtet im Restaurant „Hagelkreuz“ das italienische „Trattoria Ristorante Da Domenico“ die Gäste. Es findet sich im Lokal Platz für bis zu 50 Personen. Für Feiern in geschlossener Gesellschaft ist der Platz für bis zu 120 Personen erweiterbar. Das Hagelkreuz bietet auch eine Kegelbahn an.

## Straßen zum „Hagelkreuz“

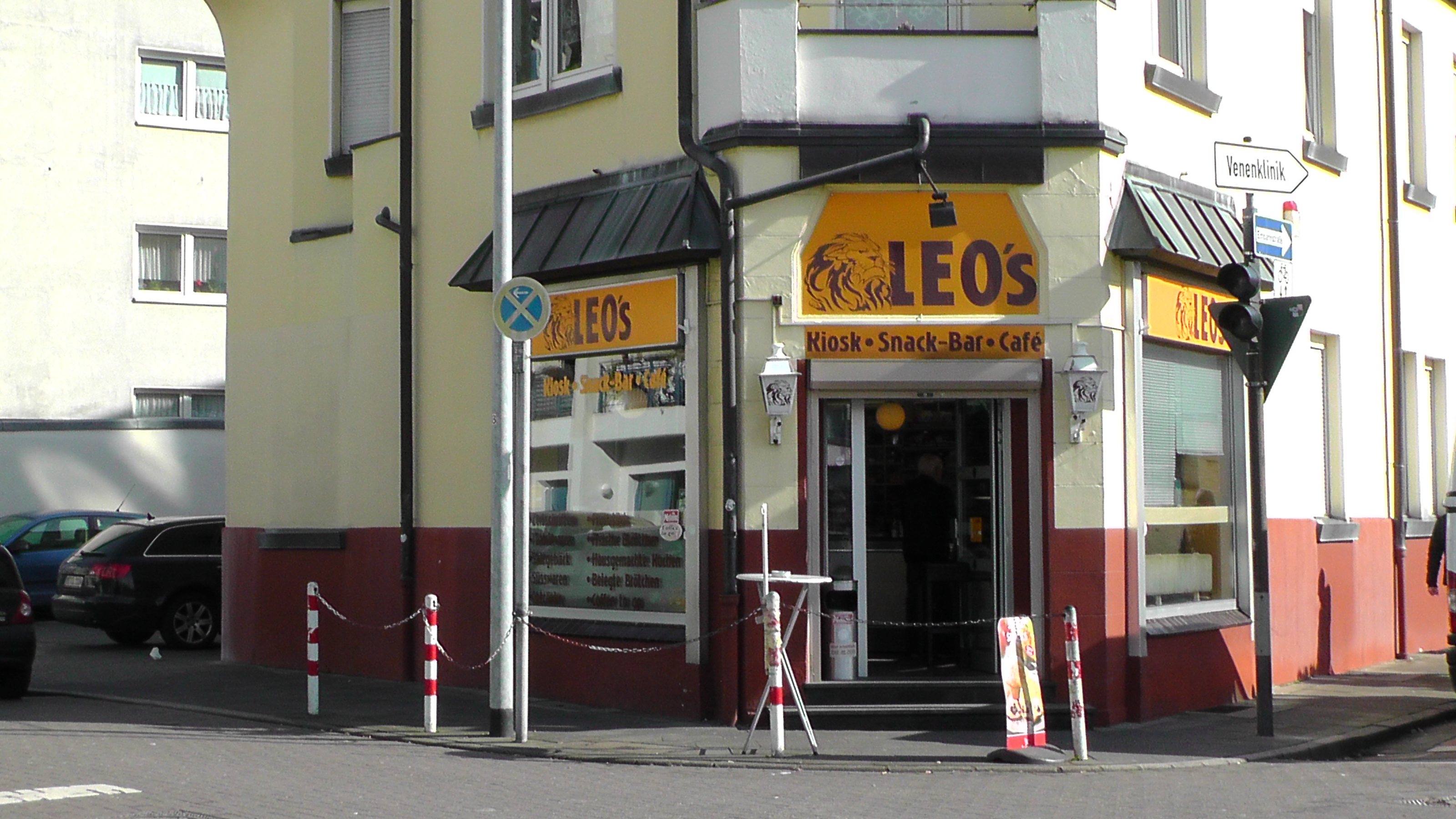
Ecke Südstraße-Hagelkreuzstraße 1, Leo’s Kiosk Café

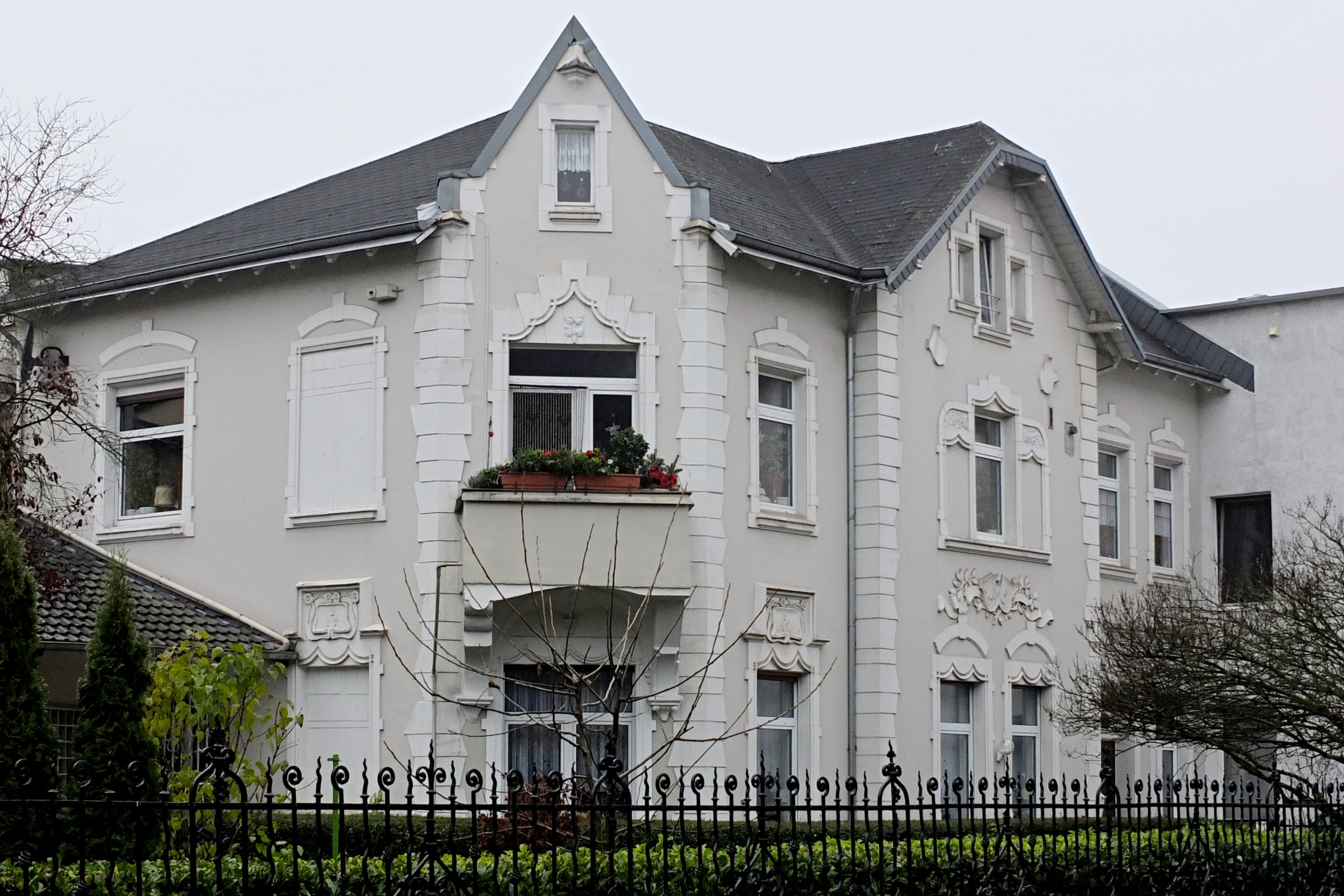
Gründerhaus auf Hagelkreuzstraße 6

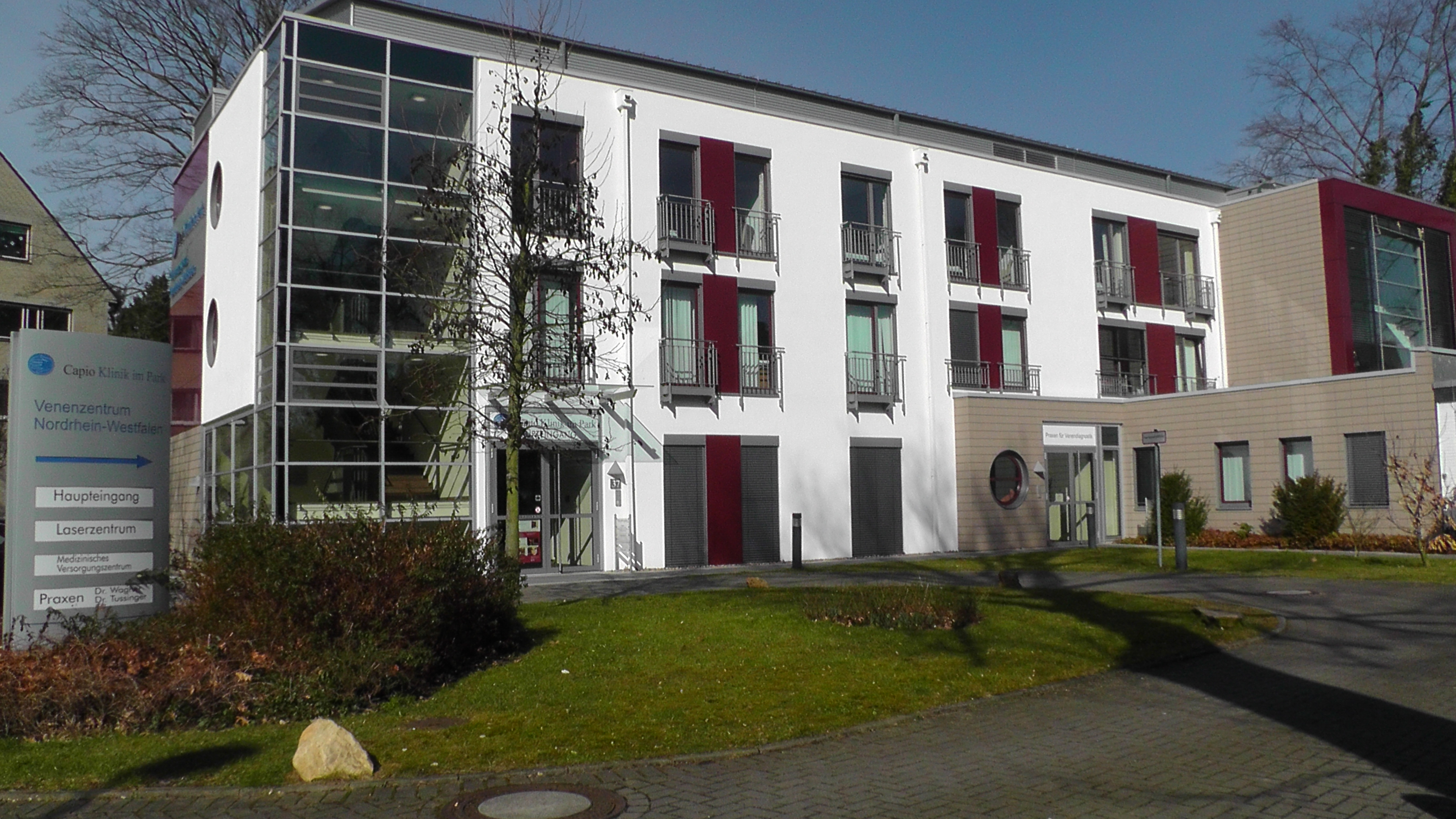
Hagelkreuzstraße 37, Remigius Klinik Neubau

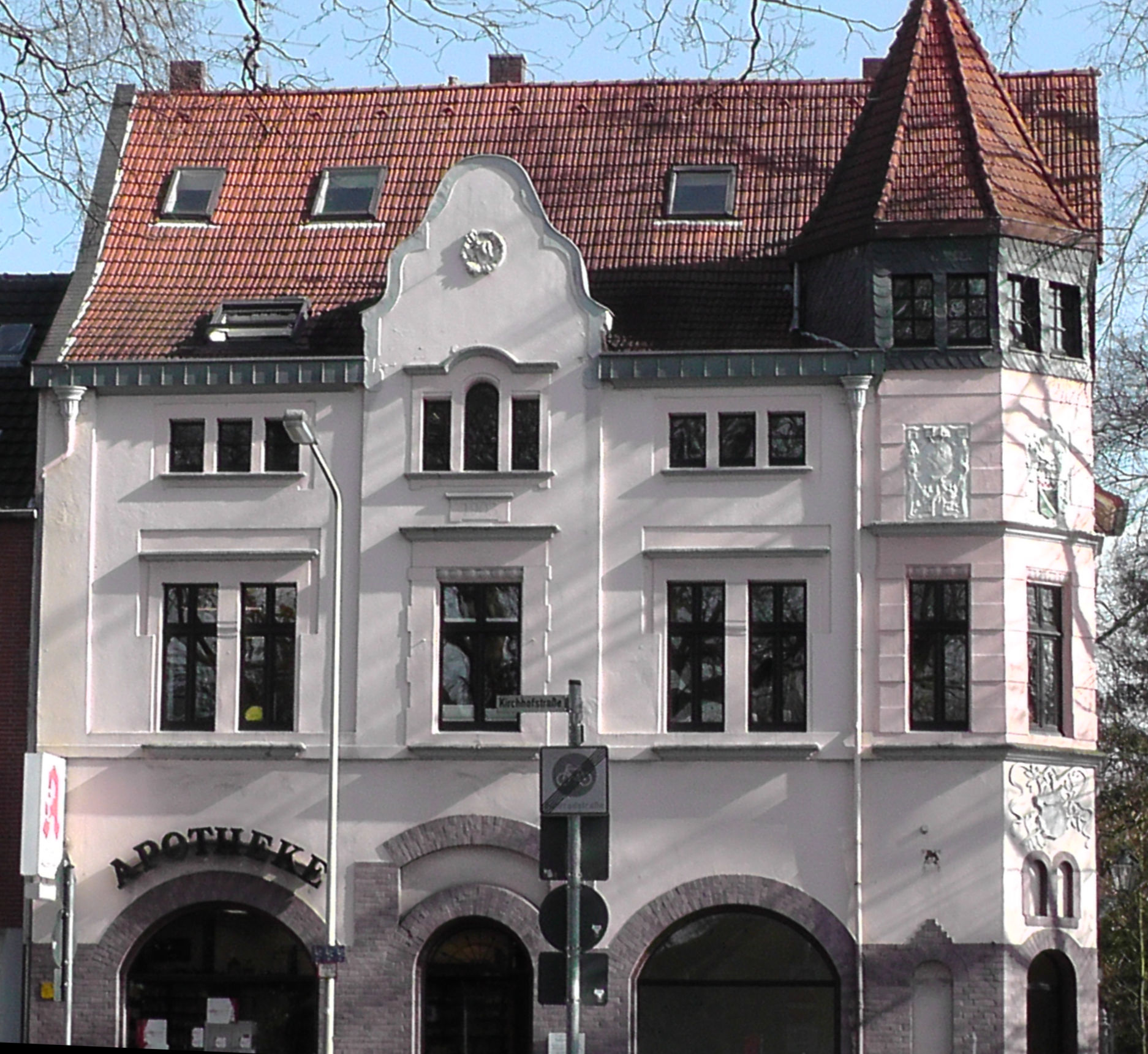
Ecke Hagelkreuzstraße – Kirchhofstraße 73, ehemalige Turm-Apotheke

### Hagelkreuzstraße
Die Hagelkreuzstraße geht vom „Hagelkreuz“ in Richtung Südost ab und mündet als Fahrradstraße in die Kirchhofstraße. Für Fahrradfahrer verbindet sie seit 1994 den Innenstadtbereich mit dem Süden Hildens.

#### Trinkhalle – Leo’s Kiosk Snack Bar Cafe
Am nördlichen Ende der Hagelkreuzstraße liegt schräg gegenüber der Gaststätte Hagelkreuz die „Trinkhalle Hagelkreuz“, Hagelkreuzstraße 1. Heute heißt sie „Leo’s Kiosk Snack Bar Cafe“. Vom 21. Juli 1977 bis 31. Dezember 1980 betrieb Irene Schickel geb. Loebel und vom 1. Januar 1981 bis 30. Januar 1986 Käthe Meurer geb. Klöcker die Trinkhalle.

#### Gründerhäuser
In der Hagelkreuzstraße stehen vier renovierte Häuser aus der Gründerzeit.

#### Klinik im Park
Am südlichen Ende der Hagelkreuzstraße liegt östlich die „Remigius-Klinik im Park“ bis 2024 „Bergman Clinics Klinik im Park“ ehemals „Capio Klinik im Park“, Hagelkreuzstr 37. In der historischen Gründervilla und einem modernen Neubau von 2007 behandelt das Venenzentrum für stationäre und ambulante Phlebologie rund 20 000 Patienten jährlich. Bei rund 6000 OPs jährlich erreichte die Klinik im Park die niedrigsten Komplikationsraten und Rückfallquoten.
2024 übernahm Professor Ulrich Hengge die Hildener Fachklinik für Phlebologie einschließlich des angegliederten Medizinischen Versorgungszentrums. Sie bietet Untersuchungen und Operationen bei Venenleiden (Krampfadern, Besenreiser) sowie dermatologische und proktologische Behandlungen an.
2020 hat die Bergman Clinics mit Hauptsitz in Naarden (Niederlande),sechs Krankenhäuser vom schwedischen Träger Capio gekauft, darunter das Venenzentrum in Hilden.
Am 24. Mai 1984 übernahm die Klinik im Park von Günter Eichberg (1946–2018) die Villa als vierte Venenklinik in Deutschland. Die ärztliche Behandlung erfolgte durch Klaus Wagner, Michael Wagner und Ulrich Katz. Seit 1. November 2009 ist Horst Peter Steffen (* 1966) Chefarzt. Günter Eichberg hatte die Villa 1982 von Clemens Biermann (* 1. April 1916; † 17. Januar 1998) erworben, der das Haus vom 22. März 1955 bis 23. Mai 1984 als Frauenprivatklinik betrieben hatte. Während dieser Zeit erblickten dort knapp 32000 Babys das Licht der Welt. Es gab drei Drillingsgeburten.
Erbaut wurde die Gründervilla mit holzgetäfeltem Kaminzimmer ca. 1896 von dem ehemaligen Hotelier und Geflügelzüchter August Gressard (1845–1927) als „Villa Fauna“, nachdem er das Hotel Zur Krone an Johann Peter Jansen (1863–1932) abgegeben hatte. 1921 wurde die Villa vom Werksleiter des Röhrenwerks Hilden der Rheinischen Stahlwerke, Hüttendirektor Heinrich Esser (* 20. Juli 1879 in Duisburg-Hochfeld; † 13. Oktober 1955 in Hilden), als Dienstwohnung übernommen und folglich „Villa Esser“ genannt. Nach dem Zweiten Weltkrieg, Esser war inzwischen in den Aufsichtsrat der Deutschen Röhrenwerke AG aufgestiegen, musste dieser aus der Villa ausziehen, denn die Briten beschlagnahmten sie und nutzten sie während der Besatzungszeit als Offiziersmesse.
Die Capio Jazz Reihe findet regelmäßig in den Räumen der Capio Klinik und in den Sommermonaten im Rhododendronpark statt.

#### S-Bahn Haltepunkt Hilden Süd
Gegenüber der Remigius Klinik im Park ist der Zugang Hagelkreuzstraße zum Bahnsteig des Haltepunkts Hilden Süd der Linie S1 der S-Bahn Rhein-Ruhr, Solingen – Hilden – Düsseldorf – Duisburg – Mülheim an der Ruhr – Essen – Bochum – Dortmund. 1894 wurde die Eisenbahnstrecke Düsseldorf–Hilden–Solingen in Betrieb genommen. Sie war zunächst ebenerdig. An der Ecke Hagelkreuzstraße Kirchhofstraße stand das Bahnwärterhäuschen aus Wellblech. Von dort wurden die Schranken auf der Kirchhofstraße, Richrather Straße und Schützenstraße zusammen bedient. 1915 wurde der Bahndamm angelegt und die Brücken errichtet. Für den Sand wurde ein Hügel an der Ohligser Heide abgetragen.

#### Ehemalige Turm-Apotheke
In dem Gründerhaus mit Türmchen an der Ecke Hagelkreuzstraße-Kirchhofstraße war von 1903 bis 1976 eine Gastwirtschaft mit dem Club 17 „der Treffpunkt für Teenager und Twens“. Er hieß später „Rubin Club“. Danach befand sich hier von 1976 bis Ende 2018 die Turm-Apotheke. Architekt des Hauses war Walter Furthmann.

### Richrather Straße

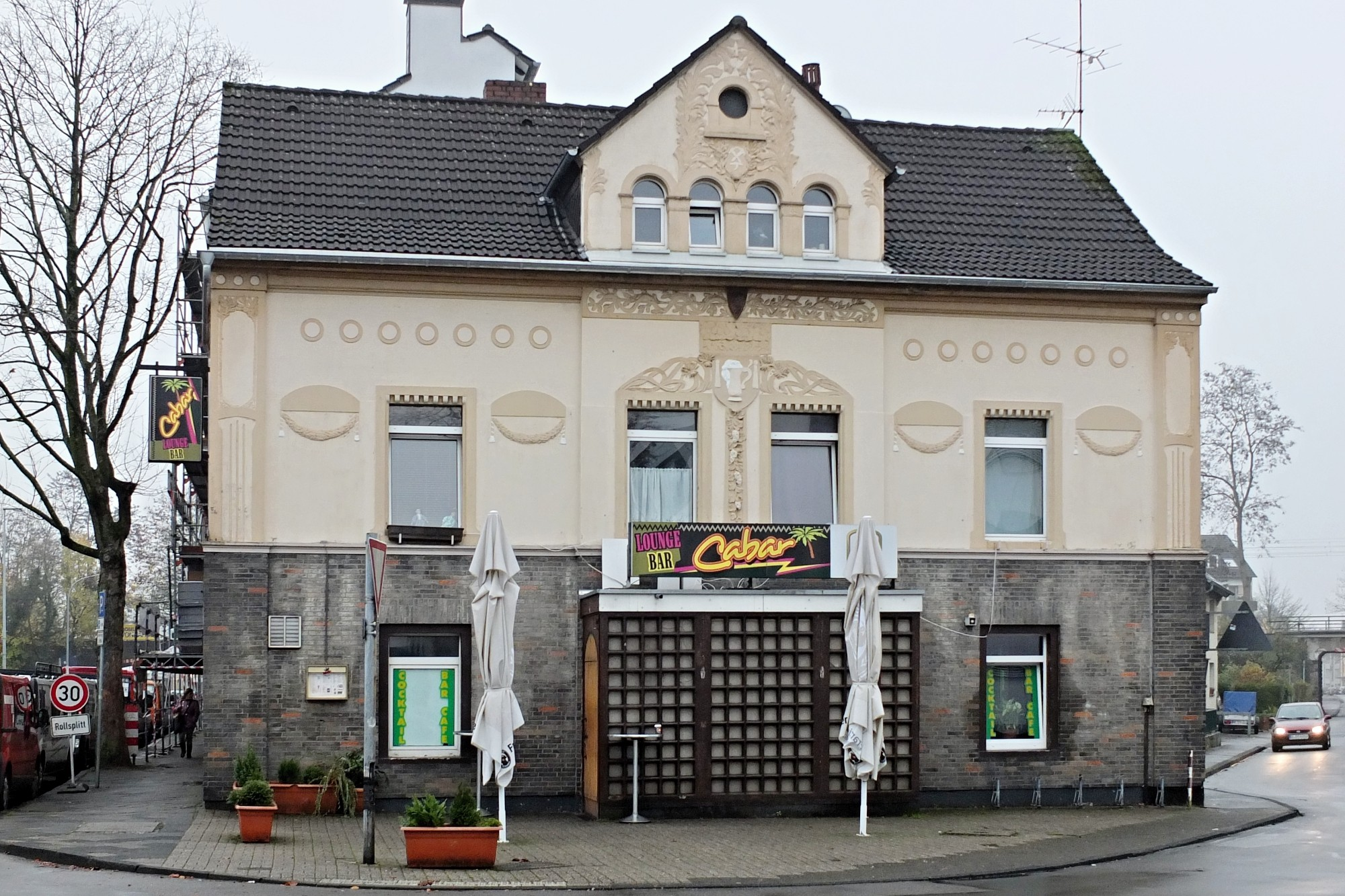
Ecke Richrather Straße 4 – Schützenstraße, Cabar heute Pub

Westlich der Gaststätte Hagelkreuz verläuft die vielbefahrene Richrather Straße nach Süden in Richtung Langenfeld-Richrath.

#### Cabar – Pub
Schräg gegenüber dem Hagelkreuz ist seit 2015 das „PUB“ in dem Bistro Richrather Straße 4. Es hieß bis Anfang 2014 „Cabar Bistro – Cocktailbar“. Am Wochenende lud die Tanzfläche zum Tanzen ein. Davor hieß es Bremme Bräu, weil dort Bier der Barmer Brauerei Carl Bremme ausgeschenkt wurde.

#### S-Bahn Aufgänge Talstraße
Südlich vom Hagelkreuz gelangt man von der Richrather Straße an der Eisenbahnbrücke zu den Aufgängen Talstraße des S-Bahn Haltepunktes Hilden Süd.

### Schützenstraße
Spitzwinklig geht am „Hagelkreuz“ die Schützenstraße von der Richrather Straße in Richtung Süd-Westen ab.

#### Brauerei

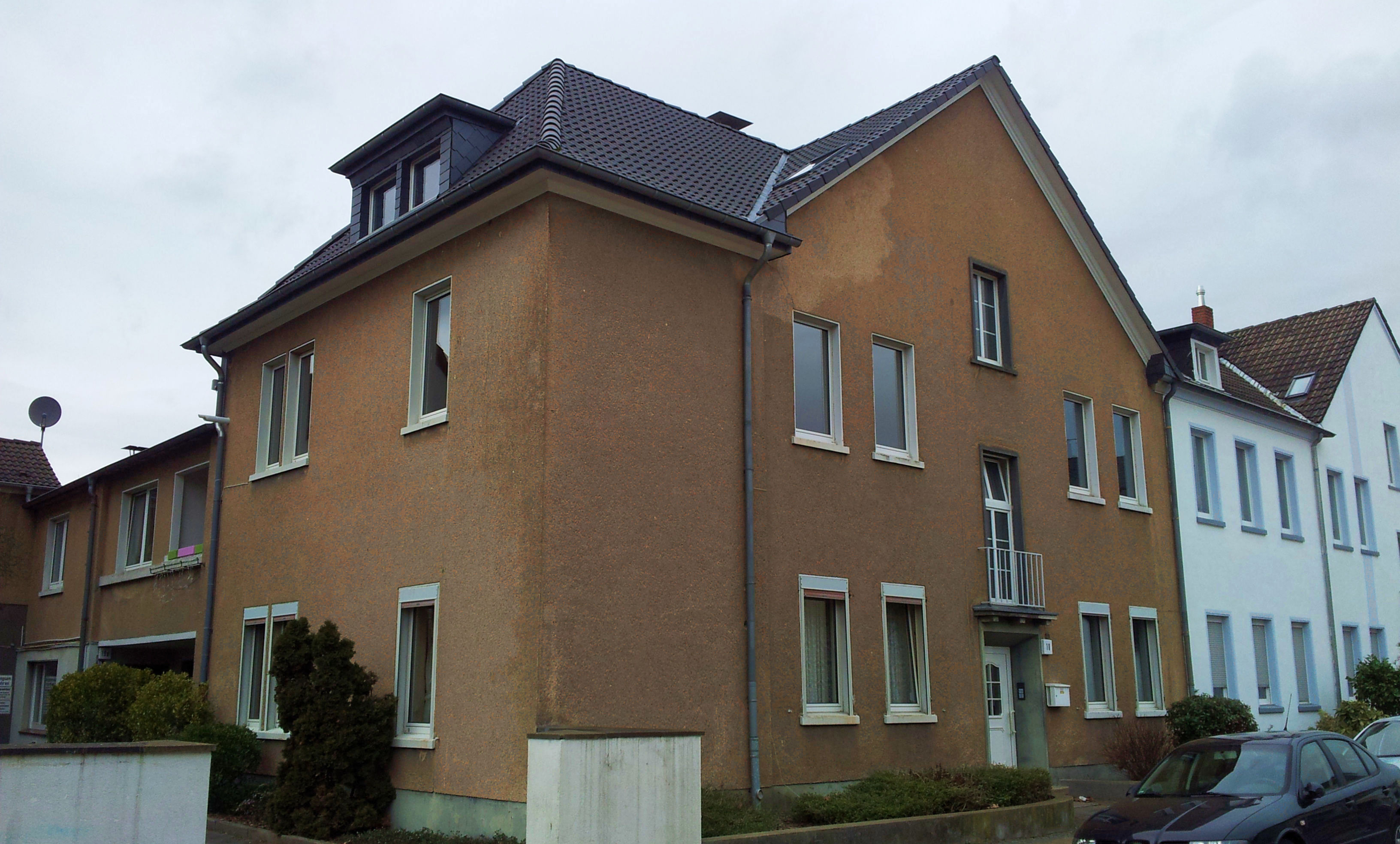
Schützenstraße 10, erst Brauerei, dann Krankenhaus, jetzt Wohnhaus

Am Hagelkreuz am Eingang zur Schützenstraße 10 begründete 1867 der Gastwirt Carl Keller die Brauerei Keller. Die auf dem über 2400 m² großen Gelände am damaligen Karnaper Weg massiv mit Ziegeln errichteten Gebäude umfassten Wohnhaus, Brauhaus, Tanzsaal mit Kegelbahn, und Pferdestall. Nördlich der Gebäude befand sich ein Baumhof mit Garten und Pumpe. Gebraut wurde zunächst unkonzessioniert für den Hausausschank als sogenannter „Heckzapp“. Statt heute Hopfen wurde Grut aus der Hildener Heide als Bierwürze verwendet. Dabei handelt es sich um die berauschenden Fruchtstände des Gagelstrauchs. Zuletzt befand sich die Brauerei in den Händen des Brauers Hermann Hülsmann, der sie 1889, einige Zeit nach endgültiger Stilllegung an die katholische Pfarrgemeinde St. Jakobus verkaufte.

#### Erstes Hildener Krankenhaus
Mit wachsender Einwohnerzahl beschloss die katholische Kirchengemeinde durch Umbau der ehemaligen Brauerei Keller nach Plänen der Pfarrer Josef Schmitz und Robert Schmitz (* 31. Januar 1836 in Jackerath; † 6. Mai 1917) ein Krankenhaus zu errichten. Am 13. August 1889 erhielt die Gemeinde von der Bezirksregierung die dazu notwendige Konzession.
Am 19. März 1890, dem St.-Josefs-Tag, eröffnete das erste (katholische) Krankenhaus an der Schützenstraße. Die ärztliche Leitung hatte in den ersten Jahren Sanitätsrat Eduard Vogelsang (* 1838 in Hilden; † 9. August 1918 in Wiesbaden) inne. Um die Kranken kümmerten sich die Schwestern der Armen Dienstmägde Jesu Christi. Nachdem 1894 der Bau der Eisenbahnstrecke von Düsseldorf nach Ohligs den neben dem Krankenhaus liegenden Schützenplatz zerschnitt, ging der ans Krankenhaus grenzende nördliche Teil als Schenkung an die katholische Kirchengemeinde. Diese errichtete darauf 1896 einen Erweiterungsbau des Krankenhauses. 1938 zog das Krankenhaus dann in den inzwischen ebenfalls ersetzten Neubau an der Walder Straße. Geführt wird das Krankenhaus von der Kplus Gruppe. Das alte Krankenhausgebäude an der Schützenstraße wurde zu einem Wohnhaus umgebaut. Die ursprünglich mit schienengleichem Bahnübergang neben dem Krankenhaus befindliche Bahnstrecke wurde später höher gelegt und die Straße durch eine Unterführung geführt. Auf ihr verkehrt heute die S-Bahn-Linie S1 Solingen – Dortmund.

#### Black Pub
Generationen von Hildenern haben von 1969 bis 2013 im „Black Pub“ in der Schützenstraße 8 nahe dem „Hagelkreuz“ gefeiert. Zur Vorweihnachtszeit trafen sich über 1000 Hildener und sangen Weihnachtslieder mit dem Pächter Uwe Müller. Für viele, die Hilden verlassen haben und zu Weihnachten heimkehren, war der Pub Heiligabend ein fester Termin und Treffpunkt, um einmal im Jahr alte Kumpel und Freunde von früher wiederzusehen.
Der Pub hat 2015 in der Richrather Straße 4 schräg gegenüber neu eröffnet.

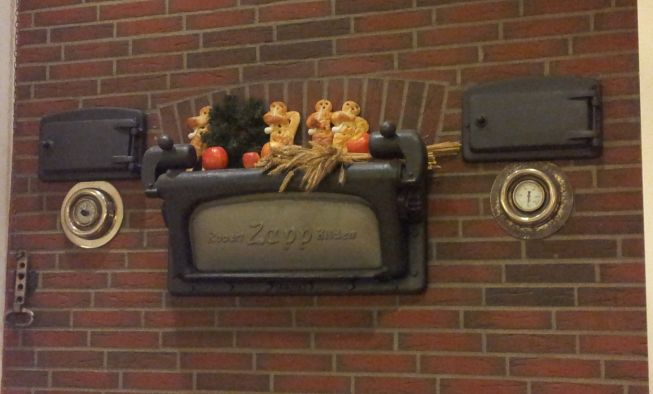
Zapp-Backofen im Holzofen in Münster (2012)

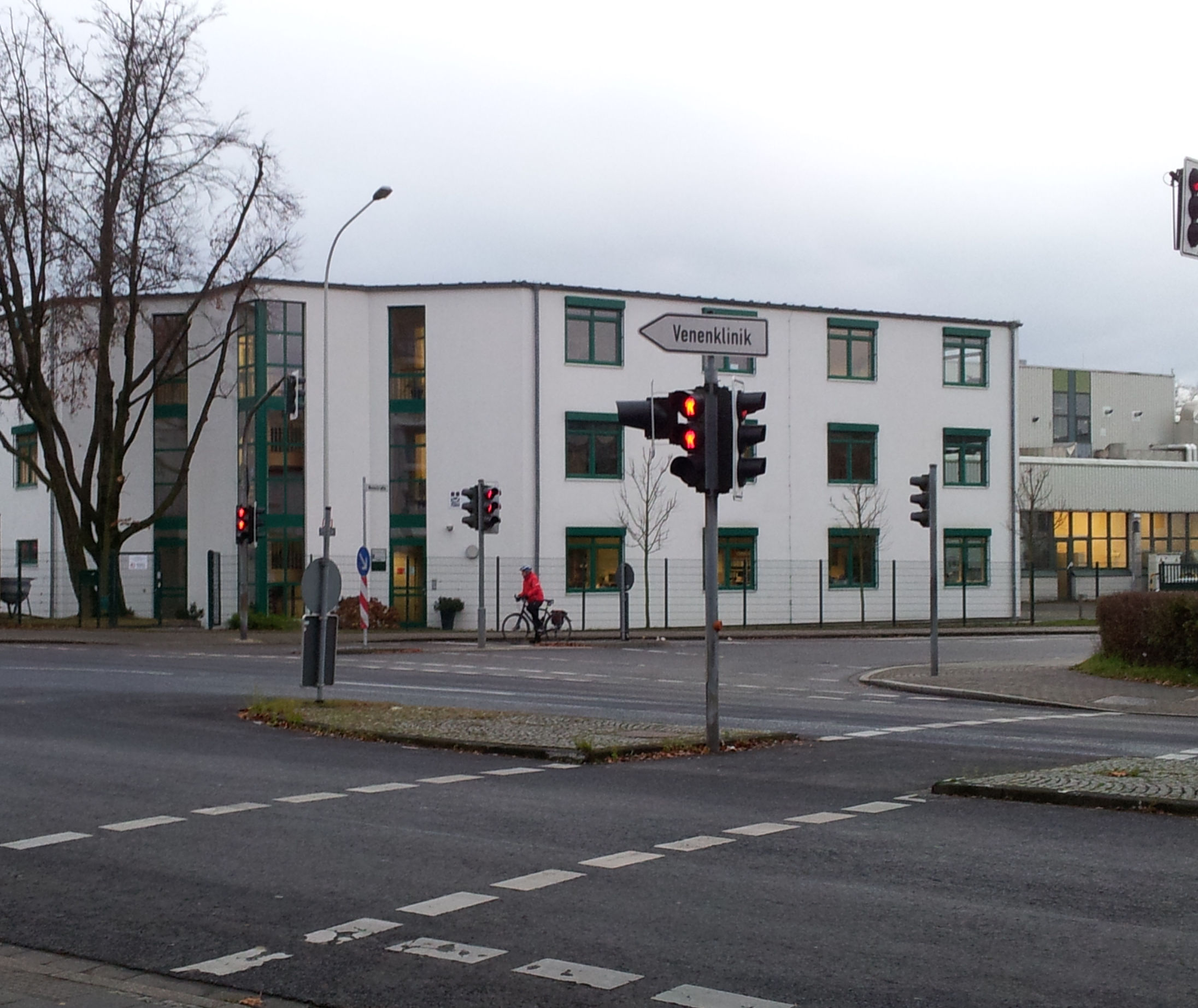
Ecke Schützenstraße – Neustraße 82, Lindopharm

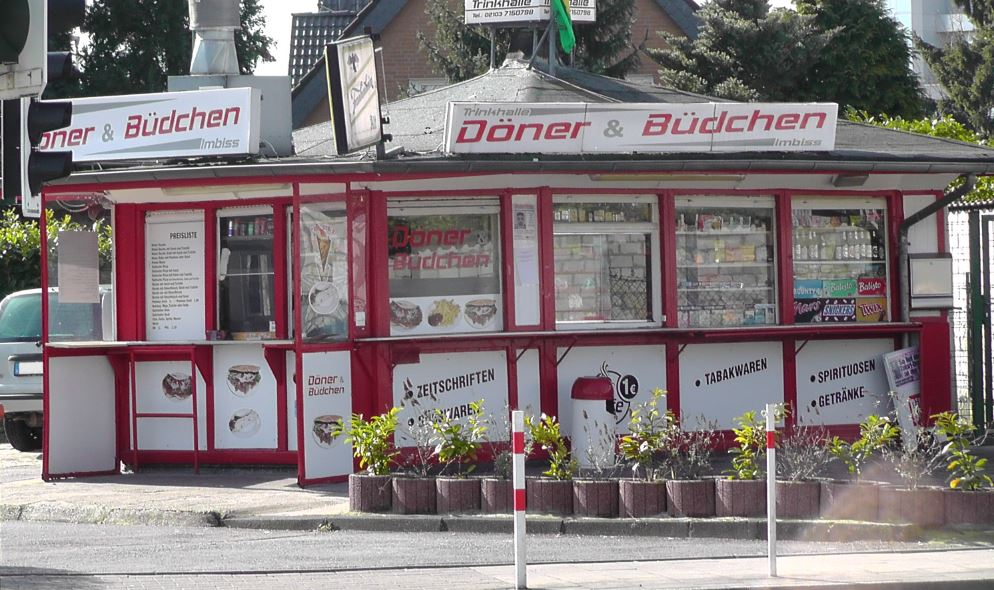
Ecke Neustraße – Klotzstraße, Trinkhalle, Döner & Büdchen

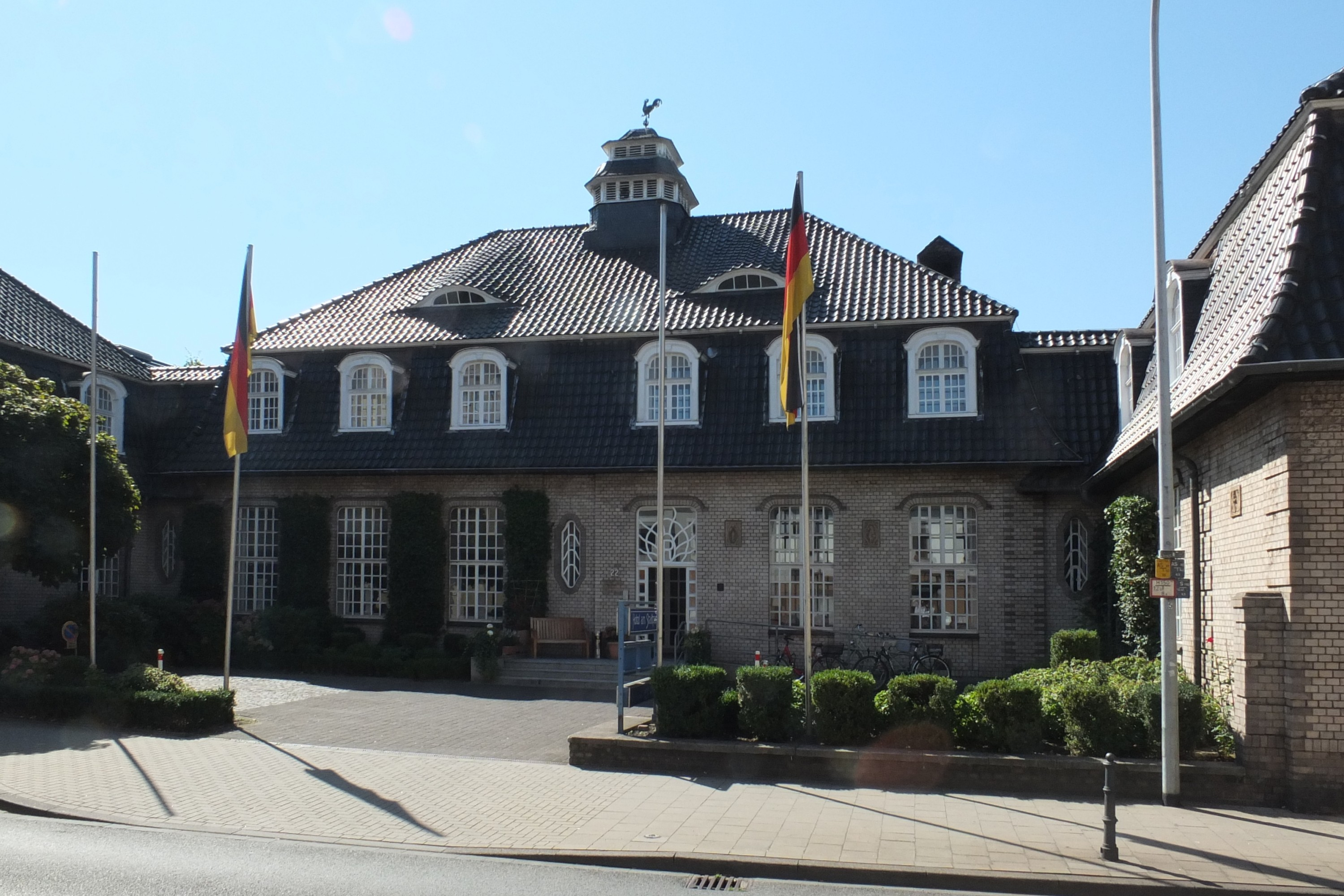
Klotzstraße 16, Hotel am Stadtpark, Restaurant Scala

### Neustraße
Vom „Hagelkreuz“ aus nach Westen verläuft die Neustraße zur Kreuzung mit der Hofstraße, dem Proactiv Platz mit HDI/Targo Versicherungen und dem Finanzamt, über die Itter bis hin zur Düsseldorfer Straße.
Laut Stadtplan von 1927:
- ging die verlängerte Südstraße über das Hagelkreuz hinaus bis zur Kreuzung mit der Hofstraße (heute Proactiv Platz)
- Die Bachstraße verlief von der Kreuzung mit der Hofstraße über die Itterbrücke bis zur Ecke, heute Kneipe Ittereck Neustraße 35.
- Die Neustraße verlängerte vom Eck bis zur Kreuzung mit der Düsseldorfer Straße.

#### Neustraße, Fabriken am „Hagelkreuz“, Ecke Schützenstraße-Neustraße
Auf dem heutigen Gelände der Firma Lindopharm Ecke Schützenstraße – Neustraße waren nacheinander die Fabriken:
- 1895 bis 1897: Schmitz & Comp, Plüsch- und Teppichfabrik Krugmann u. Haarhaus; Dekorteppiche.
- 1897 bis 1902: Rheinische Teppichfabrik AG Hilden von Otto Hallensleben; mechanische Fabrikation von Damast und Smyrnateppichen.
- 1902: Metallaufbereitungsanlage Brandenburg Weyland; Versuche zur Metallrückgewinnung aus Schlacken.
- 1902 bis 1965: Bäckereimaschinen- und Dampfbackofenfabrik Theodor Poncelet, danach unter der Firmierung Bäckereimaschinenfabrik Robert Zapp weiterbetrieben. Zapp verlagerte seinen Betrieb 1965 nach Ichenhausen in die Nähe von Günzburg.[42]
- 1941 bis heute: Lindopharm, auf dem heutigen Gelände Ecke Schützenstraße/Neustraße 82, spezialisiert auf die Abfüllung von Pulver, Pulvermischungen, Granulaten, Microtabletten als pharmazeutische Produkte, Medizinprodukten, Nahrungs- und Nahrungsergänzungsmitteln in Sachets und Filmtabletten. Lindopharm ist seit 2021 Produktionsstandort der Aristo Pharma Gruppe in Berlin.[43][44][45]

### Klotzstraße
Die Klotzstraße verläuft vom „Hagelkreuz“ in Richtung Nordwest.
Ihr Name kommt daher, weil in der Firma Gressard & Co. am Fritz Gressard Platz Seiden-Webwaren nach dem Klotz-Verfahren gefärbt wurden.

#### Büdchen-Trinkhalle-Tankstelle
Der Platz „Hagelkreuz“ war und ist ein beliebter Treffpunkt. Schon seit Jahrzehnten lädt eine weitere Trinkhalle zum Verweilen in der Nähe des ehemaligen Hagelkreuzes ein. In den fünfziger Jahren war ihr auch eine Shell-Tankstelle angeschlossen.

#### Hotel am Stadtpark
Das 1910 durch den Architekten Walter Furthmann gebaute Haus mit dem Türmchen und der Natursteinfassade in der Klotzstraße 22 war das Verwaltungsgebäude der Weberei Kampf & Spindler. 1970 stellte das zuletzt als Paul-Spindler-Werke firmierende Unternehmen die Produktion ein. Nach sechsjähriger Umbauzeit durch die Familie Römer eröffnete das Hotel „Am Stadtpark“ im August 1988.

#### Restaurant Scala
Dem Hotel ist ein Restaurant angeschlossen. Im ehemaligen „Römertopf“ ist heute „La Scala“, ein italienisches Restaurant & Weinbar. Bis zu 200 Personen finden Platz. Im Sommer steht auch eine Terrasse und eine Dachterrasse zur Verfügung.

#### Blue Note
Im Keller des Blue Note kann man montags und am Wochenende Jazzklängen lauschen.

### Schulstraße
Vom „Hagelkreuz“ aus verläuft die Schulstraße nach Norden. Über sie kommt man direkt in die Innenstadt von Hilden und zur Reformationskirche.
Im Mittelalter war die Straße ein Teil des Mauspfads. Sie führte am Hagelkreuz vorbei nach Langenfeld. In den angrenzenden Feldern wurde Getreide, „Kappes“ und Zuckerrüben angebaut. Kappes bedeutet Weißkohl. Die Felder gehörten zu einem Hof Büren auf der Hofstraße (heute Minigolfplatz im Stadtpark). Deshalb hieß die Straße früher Feldstraße.
Nachdem 1861 die kommunale Volksschule in der Feldstraße gebaut wurde, wurde die Feldstraße in Schulstraße umbenannt.

#### Haus der Jugend

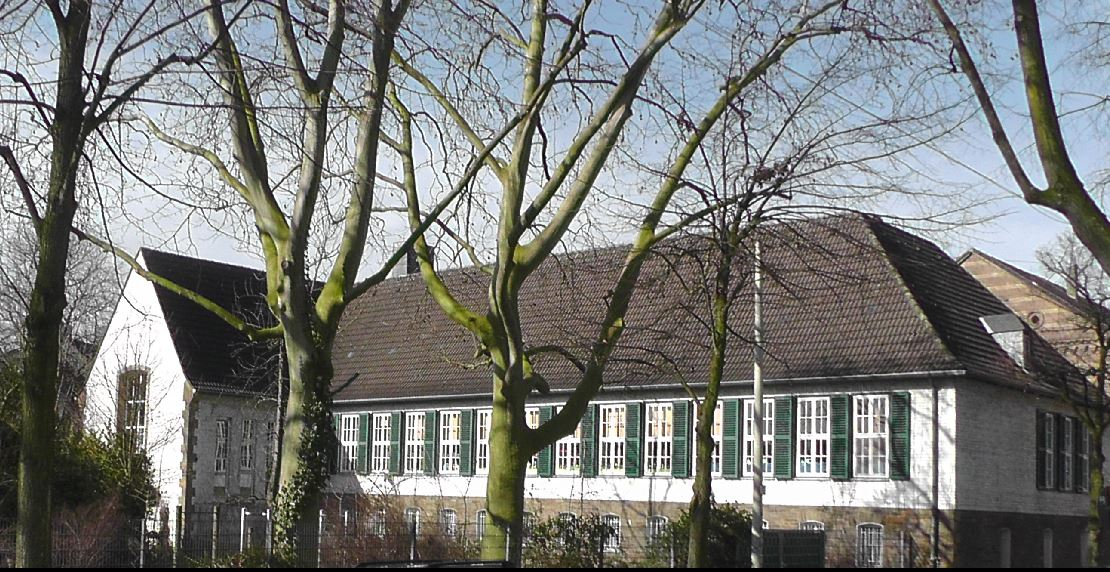
Ecke Klotzstraße/Schulstraße 44, Haus der Jugend, heute KITA

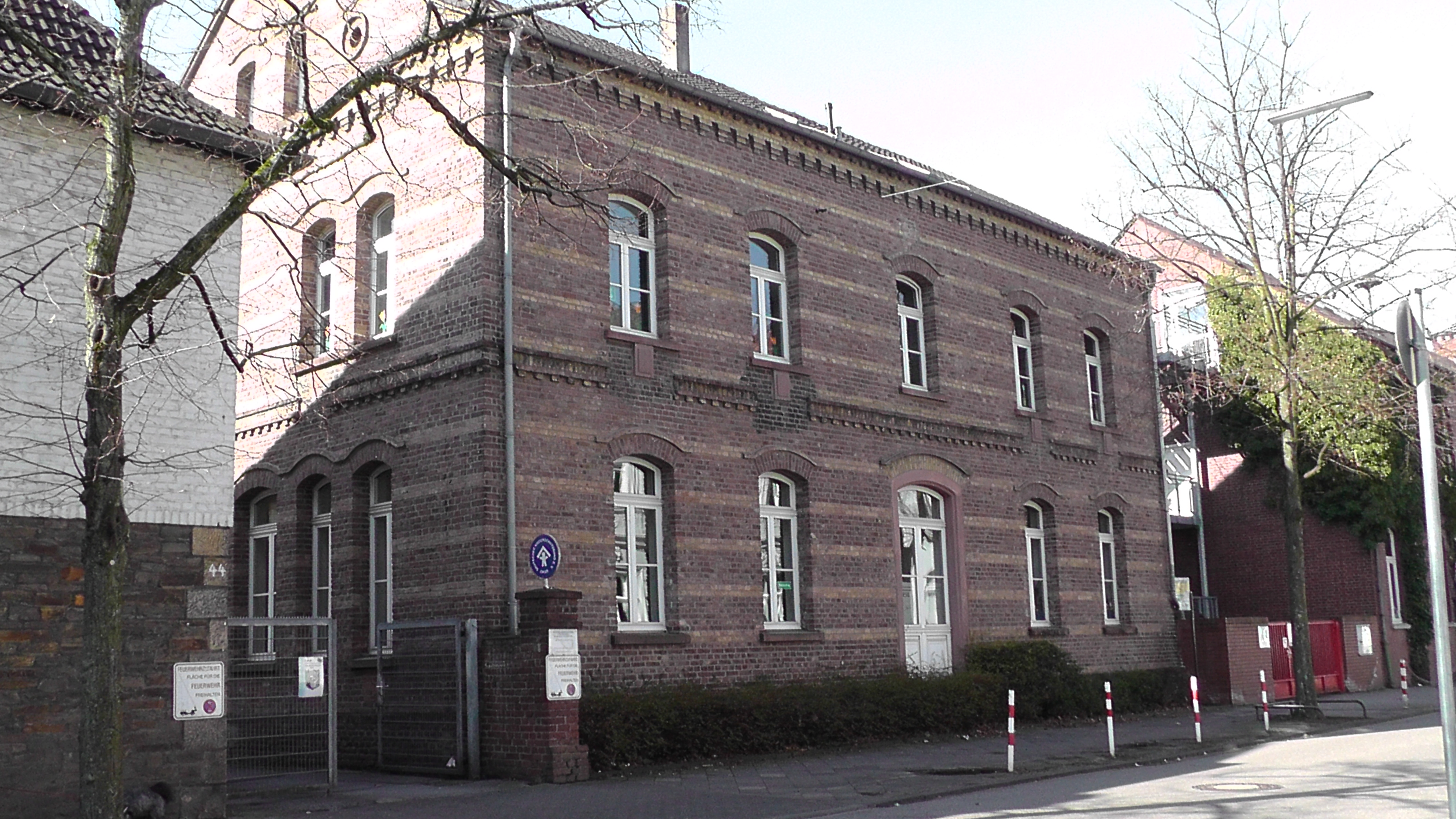
Schulstraße 40, Gemeinschaftsgrundschule

Am Hagelkreuz, Ecke Klotzstraße/Schulstraße errichtete 1938 der Architekt Helmut Hentrich das Jugendheim für die Hitlerjugend. Das Haus der Jugend wurde am 20. April 1939 in der Schulstraße 44 eingeweiht. Die Jugendherberge des Deutschen Jugendherbergswerks (DJH), die in dem Gebäude anschließend Übernachtungen für wandernde Jugendliche anbot, musste Mitte der 1950er Jahre ihren Betrieb einstellen. Zwei Jahre lang dienten die Räume Flüchtlingen als Unterkunft. Erst im Juli 1956 konnte das DJH das Haus nach den nötigen Instandsetzungsarbeiten wieder für Jugendliche öffnen. Bis Anfang Dezember 1956 wurden 880 Übernachtungen verzeichnet. Im Oktober 1958 übernahm die Stadt Hilden das Gebäude als Jugendheim. Heute werden im ehemaligen Jugendheim 50 Kinder von 3 bis 6 Jahren in der Städtischen Kindertageseinrichtung „Mäusenest“ betreut.

#### Städtische Grundschule
Die evangelische Volksschule eröffnete 1861. Die städtische Gemeinschafts-Grundschule in der Schulstraße und die Walter-Wiederhold-Schule in der Düsseldorfer Straße haben sich zusammengeschlossen.

#### AWO im ehemaligen Evangelischen Gemeindehaus, Kindergarten Arche, Schulstraße 35

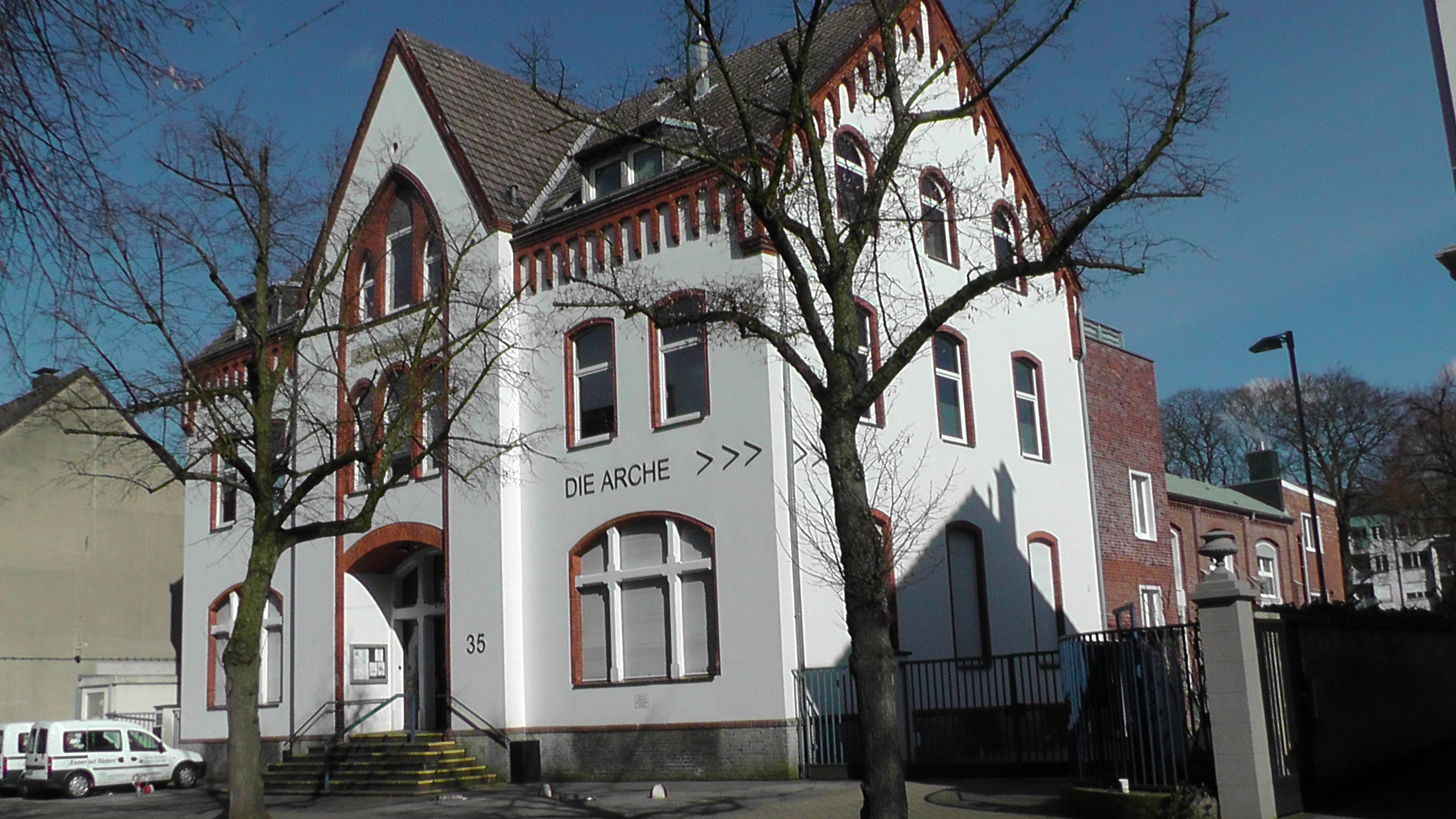
Schulstraße 35, Josef-Kremer-Haus, ehemaliges ev. Gemeindehaus

Das Evangelische Gemeindehaus wurde 1899 in der Schulstraße 35 vom Architekten Balken aus Ohligs erbaut. Die feierliche Einweihung erfolgte am 12. Mai 1901 durch den Superintendenten Friedrich Wilhelm Bleier (* 3. Februar 1843 in Elberfeld; † 31. März 1920 in Kelzenberg). Sechs Jahre vorher wurde auf Initiative des Pfarrers Paul Hagenbeck und des Industriellen Hermann Wiederhold (* 11. Mai 1852 in Elberfeld; † 10. Oktober 1905 in Hilden) der Beschluss zum Bau gefasst.
Im Hinterhaus entstand auch schon 1929 unter der Regie der Evangelischen Gemeinde ein Kindergarten, der 1961 vergrößert wurde. Der evangelische Posaunenchor probte von 1900 bis zum Verkauf des Gebäudes im Saal des Gemeindehauses.
Die Stadt Hilden übernahm 2008 das evangelische Gemeindehaus. Die Arbeiterwohlfahrt AWO hat mit ihrem Nachbarschaftszentrum (NBZ) ein neues Domizil für das vorher in der Heiligenstraße befindliche Josef-Kremer-Haus gefunden, das abgerissen und durch Wohnbebauung ersetzt wurde. Seit 2010 hält das Senioren- und Familienzentrum für den Sozialraum Stadtmitte ein vielfältiges kostenfreies Angebot vor.
Nach Renovierung des ehemals evangelischen jetzt städtischen Kindergartens Arche bietet seit 2011 der moderne Bau 135 Kindern Platz. Jeder Gruppe steht ein Gruppenraum, ein Nebenraum, ein Ruheraum sowie ein Waschraum zur Verfügung.

### Südstraße

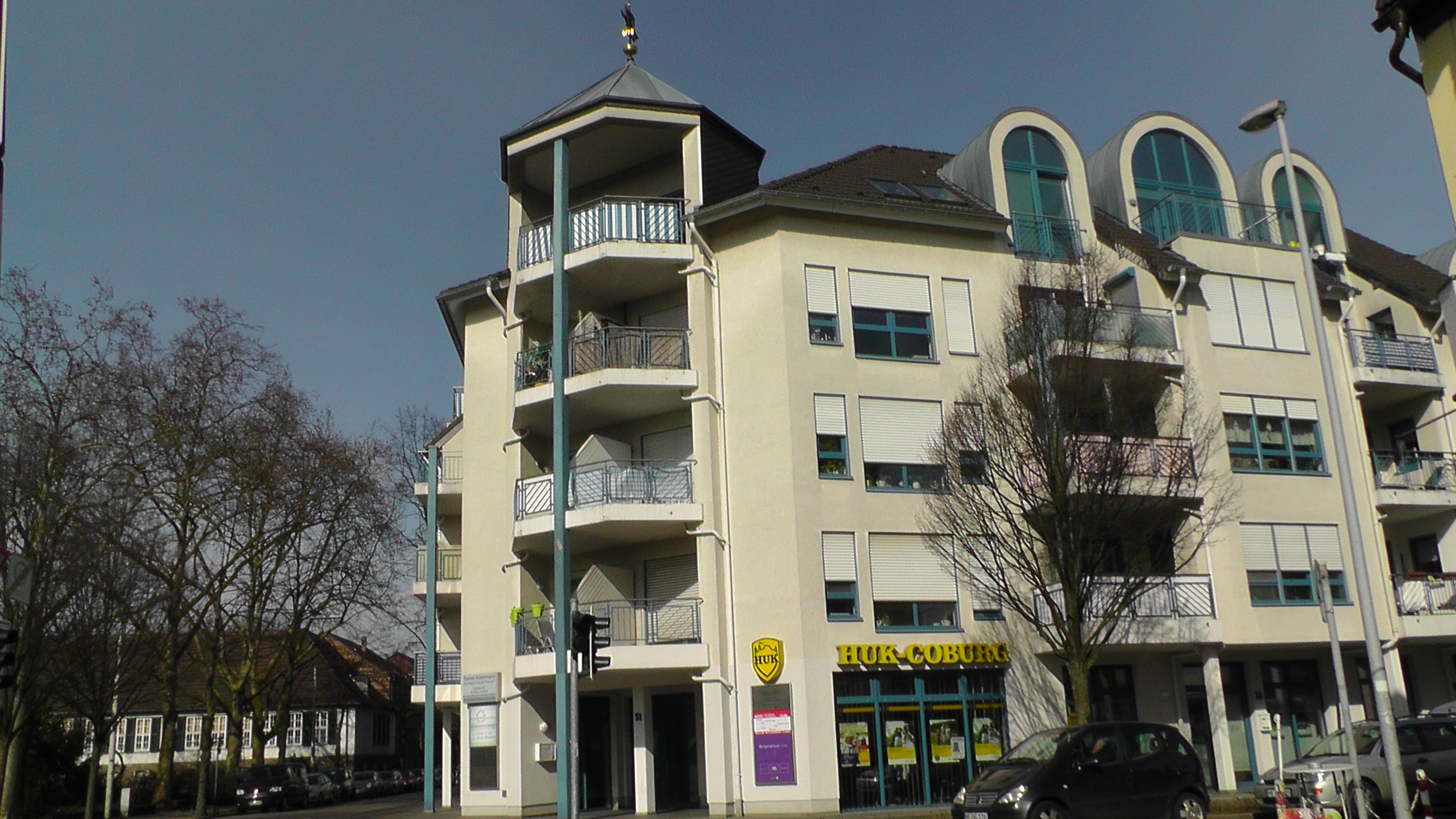
Ecke Schulstraße – Südstraße 51

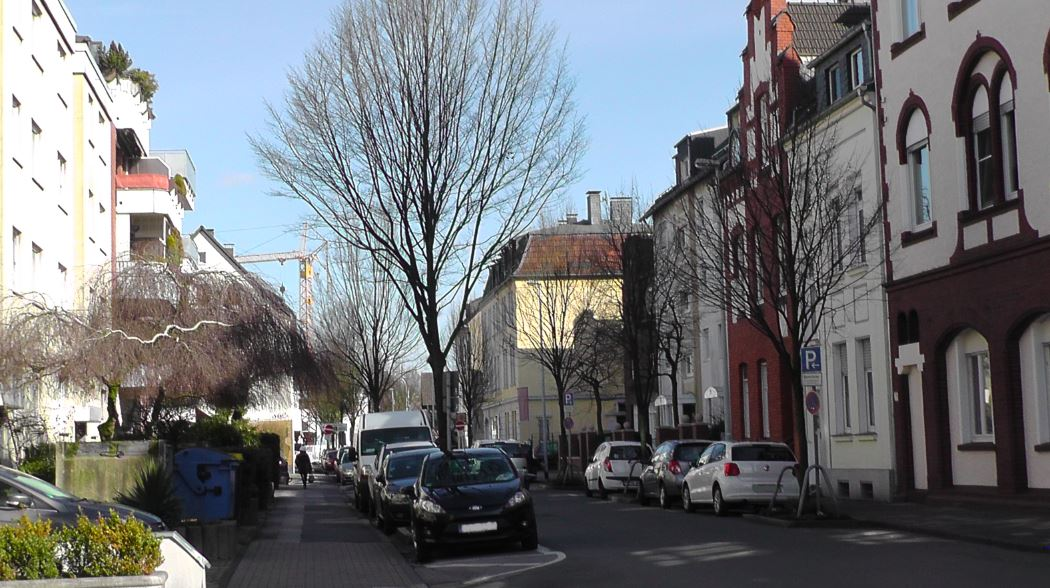
Südstraße

Als siebte Straße geht am „Hagelkreuz“ die Südstraße in Richtung Osten ab. Sie ist im Wesentlichen eine Wohnstraße.

## Straßenumbenennungen während der Zeit des Nationalsozialismus rund um das Hagelkreuz
Ab 26. Mai 1933 ließ Bürgermeister Walter Schomburg, (1933 bis 1945) Straßen umbenennen.
- „Klotzstraße“ in „Albert-Leo-Schlageter-Straße“

Am 9. März 1939 rund um das „Hagelkreuz“
- „Albert-Leo-Schlageter-Straße“ in „Schlageterstraße“
- „Schulstraße“ in „Horst-Wessel-Straße“
- „Neu, Bach- und verlängerte Südstraße“ in „Norkusstraße“
- „Hagelkreuzplatz“ in „Herbert-Norkus-Platz“
- „Schützenstraße“ in „Knickmannstraße“ nach Ludwig Knickmann
- „Südstraße“ in „Kehrerstraße“ nach Jodokus Kehrer[57]

Im Mai 1945 verschwanden die nationalsozialistischen Namen wieder.

## Gesellschaftliche Veranstaltungen am „Hagelkreuz“
Der Circus Althoff zeigte 1960 bei der Aufführung am Hagelkreuz seine Elefanten. Heute treffen sich am „Hagelkreuz“ zur Weihnachtszeit die ehemaligen Schüler Hildens und feiern das Wiedersehen und singen gemeinsam Weihnachtslieder.
Beim Rosenmontagsumzug ist am „Hagelkreuz“ ein attraktiver Standort für Besucher zum Anschauen der vorbeiziehenden Karnevalswagen und der Fußgruppen. Aufgrund dieser Gefährdungslage wurde erstmals im Jahr 2013 eine Glasverbotszone im Bereich des Hagelkreuzes eingerichtet.